# Grootkruis

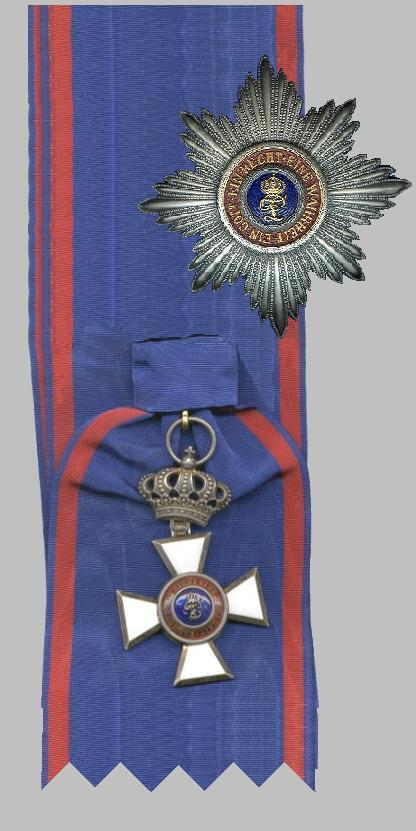
Een grootkruis aan het grootlint en de daarbij behorende ster. Particuliere verzameling Groningen.

Een grootkruis is de hoogste rang in een groot aantal ridderorden. Ook het bij die rang behorende insigne, of kleinood, wordt vaak grootkruis genoemd.
De eerste ridderorden waren gezelschappen van edellieden rondom een vorst die de stichter, soeverein of grootmeester van die orde was. Omdat de ridders een gemeenschap vormden, waren er geen rangen binnen die orden.
Voorbeelden van oude ridderorden met maar één rang zijn de Orde van de Kousenband, de Orde van de Zwarte Adelaar en de Orde van de Serafijn. Men spreekt hier van grote orden.
Omdat verdienste verschillend kan worden beoordeeld werden dergelijke orden in drie klassen verdeeld, meestal ging het om ridders, commandeurs en grootkruisen of grootcommandeurs. De driedeling maakte het ook mogelijk om een eenvoudige luitenant én zijn bevelvoerende generaal beiden te decoreren; de een als ridder, de ander als commandeur of grootkruis.
Deze orden stonden tot aan de Franse Revolutie niet open voor niet-adellijke ridders.
Voorbeelden van dergelijke "moderne" orden zijn de Militaire Maria-Theresia Orde, de Orde van de Heilige Lodewijk en de Orde van het Bad. In Nederland is dat de Ridder Grootkruis in de Orde van de Nederlandse Leeuw.

## De eerste grootkruisen

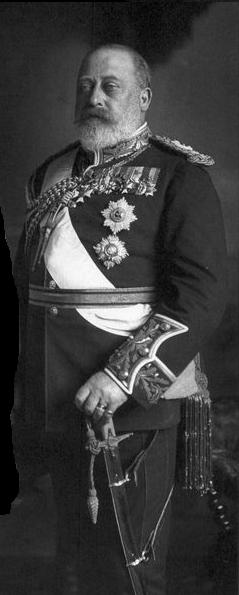
Edward VII draagt twee sterren en een grootlint.

Met het Legioen van Eer deed de moderne en democratische orde haar intrede. De orden waren nu gereduceerd tot kruisen die de onderdanen en hun vorst om de hals of op de revers van hun jas droegen. De orde kwam niet meer bijeen en er was geen gemeenschapsgevoel onder de ridders.
In eerste instantie was het in de reactionaire monarchieën in Oostenrijk en Duitsland nog zo dat al de leden van een orde ook werden "geridderd", wat wil zeggen dat ze in de adelstand verheven werden. Later, met de democratisering van de maatschappij en de opkomst van de bourgeoisie, raakte deze traditie in onbruik. De twee hoogste rangen in Britse ridderorden worden nog wel geridderd.
In de 19e eeuw kregen veel ridderorden een indeling in drie of vier klassen. Men benoemde:
- Grootkruis of Grootcommandeur
- Grootofficier of Commandeur der eerste klasse
- Commandeur
- Ridder

Later zag men vaak dat er behoefte was om nòg fijner tussen rangen en standen te kunnen onderscheiden en werden er officieren of ridders Ie klasse aan deze hiërarchie toegevoegd. De ambtenaren schiepen een afgewogen decoratiestelsel. Ook grootkruisen in twee klassen kwamen voor. De voor staatshoofden gereserveerde grootkruisen noemt men vaak de Bijzondere Klasse.
Een grootkruis draagt men aan een keten om de hals of aan een breed lint, het grootlint of "Grand cordon", over de schouder op (meestal) de linkerheup. Daarbij hoort dan een ster, een geborduurd medaillon van de orde met daaromheen zilveren stralen of een medaillon in een geborduurd kruis. In de loop van de 19e eeuw werden de onpraktische geborduurde sterren vervangen door metalen sterren met oogjes, pinnen of gespen. Voor jonge prinsen werden kleinere sterren in de "prinsengrootte" gemaakt.
Bij een geestelijke is het gebruikelijk dat ze het grootlint zo om de hals dragen dat de strik en het kruis op hun buik hangen.

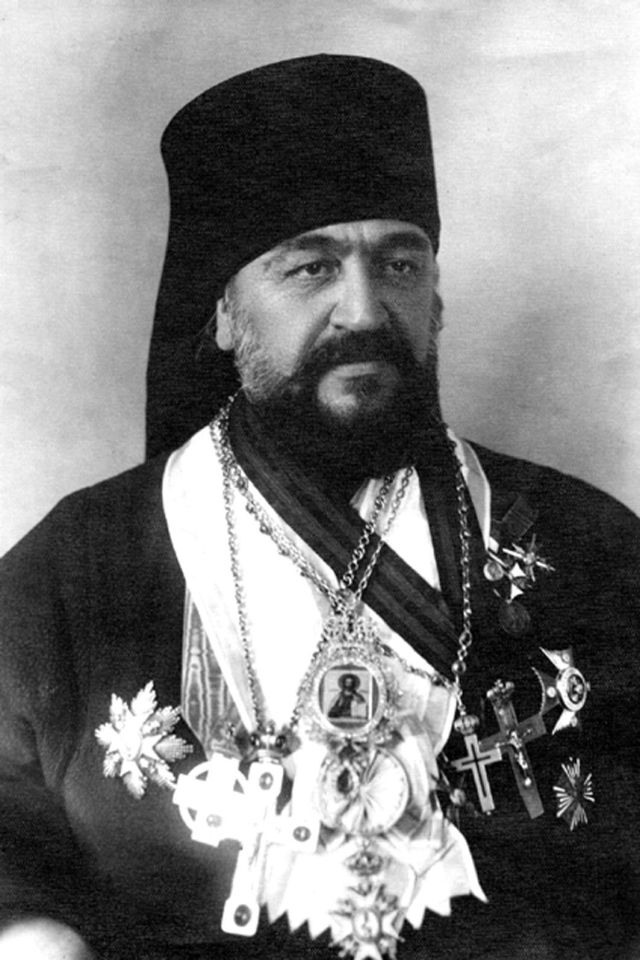
De orthodoxe bisschop Nestor Anisimov draagt het Grootkruis in de Orde van Sint-Sava om de hals

In het moderne protocol is het gebruikelijk om staatshoofden, ministers, ambassadeurs, Luitenant-generaals, luitenant-admiraals en prinsen met een grootkruis te onderscheiden. Om onderscheid tussen hen te kunnen maken –het gaat immers om een onderscheiding – zijn er in veel landen meerdere grootkruisen in meerdere orden ingesteld. De in 1951 ingestelde Bundesverdienstorden van de Bondsrepubliek Duitsland (Duits: "Bundesverdienstorden") is een orde met drie verschillende grootkruisen zodat de afdeling protocol "beleidsruimte" krijgt. Dat is ook bij het Ereteken van Verdienste voor de Republiek Oostenrijk het geval.

## Draagwijze
Heren die drager zijn van een grootkruis, zijn gebonden aan bepaalde gebruiken om dit te dragen op hun burgerkleding. Tot in de 19e eeuw droeg men zijn grootkruis steeds op zijn uniform of geklede jas. Ook het lint werd nog lange tijd dagelijks onder of boven het vest gedragen. De Britse prins-gemaal Albert was de laatste die aan deze gewoonte vasthield.
In de tweede helft van de 19e eeuw raakte het dragen van een kleine knoopsgatversiering, een rozetje of bij grootkruisen een rozet op een stukje gouden galon in gebruik.
De sterren werden alleen nog op rokkostuum en gala-uniform gedragen.
- Men draagt een grootkruis, nooit zonder de bijbehorende ster op de borst.
- Het is aangewezen niet meer dan vier sterren of plaques in een ruitvorm op het linkerpand van de rokjas te dragen.
- Wanneer er geen lid van een Koninklijke Familie aanwezig is, draagt men het grootlint onder het vest.

## Dagelijks gebruik

De baton van een Grootkruis in de Laotiaanse
Orde van de Miljoen Olifanten en de Witte Parasol

Het Knoopsgatversiering of "lintje" van een Grootkruis is overal ter wereld een rozet met daaronder een strookje goudengalon. Ook op een baton op een uniform vindt met dit rozet en het gouden galon terug. De baton van de Grootkruisen is bij sommige orden breder dan die van de lagere graden van dezelfde orde.
Illustratie van draagwijze, zoals in het geval van het Legioen van Eer van Frankrijk. Rechts het Grootkruis (Grand-Croix).